# Розофф, Мэг
Мег Розо́фф (англ. Meg Rosoff, 1 января1956  Бостон, США) — американская и английская писательница, живущая в Лондоне с 1989 года. Наиболее известна своим романом «Как я теперь живу» (англ. How I Live Now), который получил такие литературные премии, как Guardian Award (2004), Michael L. Printz Award (2005), Branford Boase Award (2005) и был номинирован на Whitbread Awards (2004). Её второй роман, «На всякий случай» (англ. Just In Case), получил Медаль Карнеги в 2007 году. Она была номинирована на премию в 2011 году.

## Биография
Розофф родилась 1 января 1956 в Бостоне, штат Массачусетс, США в 1956, второй из четырёх сестёр.
Она поступила в Гарвардский университет в 1974 году. После 3 лет обучения в Гарварде Мег переехала в Англию и изучала скульптуру в Центральном Колледже имени Святого Мартина в Лондоне, Великобритания. В 1980 году вернулась в США, чтобы закончить Гарвард, затем переехала в Нью-Йорк, где жила 9 лет, работая в сфере издательства и рекламы.
В возрасте 32 лет, Розофф вернулась в Лондон и живёт там до сих пор. В период с 1989 по 2003 годы она работала в различных рекламных агентствах в качестве копирайтера. Мег начала писать романы после того, как её младшая сестра умерла от рака молочной железы. Роман Мег «Как я теперь живу» был опубликован в 2004 году, на этой же неделе её сестре был поставлен диагноз — рак молочной железы. Эта книга получила такие премии как Guardian Award и Michael L. Printz Award в США, и была номинирована на Whitbread Awards в 2004 году. В 2005 году Мег опубликовала книгу для детей, «Встретить диких кабанов» (англ. Meet Wild Boars), иллюстрированную Софи Блэколл (англ. Sophie Blackall). Второй роман Розофф, «На всякий случай», был опубликован в 2006 году и получил Медаль Карнеги и немецкую премию Deutscher Jugendliteraturpreis. Роман «Кем я был» был опубликован 30 августа 2007 года, после двух совместных работ с Софи Блэколл: «Кабанов Кука» (англ. Wild Boars Cook) и «Нервных Джека и Гуджили» (англ. Jumpy Jack and Googily). Её четвёртый роман «Прощание невесты», (англ. The Bride's Farewell), был выпущен в 2009 году и получил премию Alex Awards в Америке в номинации «Лучший подростковый роман». Последняя книга Розофф «Там нет собаки» (англ. There Is No Dog), была опубликована в Великобритании в 2011 году и в США в 2012 году.
Кевин МакДональд экранизирует роман Мег Розофф «Как я теперь живу». Фильм был снят к 2013 году. 5 апреля 2016 года стала лауреатом международной премии памяти Астрид Линдгрен, вручаемой за достижения в области литературы для детей и подростков.

## Экранизации
- 2013 — Как я теперь люблю

## Награды и номинации
- 2004 How I Live Now — Guardian Children’s Fiction Prize, победитель
- 2005 How I Live Now — Michael L. Printz Award, (US) победитель
- 2005 How I Live Now — Branford Boase Award, (первый роман), победитель
- 2005 How I Live Now — LA Times Book Prize, номинант
- 2005 How I Live Now — Whitbread Prize, номинант
- 2005 How I Live Now — Der Luchs des Jahres, победитель
- 2006 How I Live now — Deutscher Jugendliteraturpreis, номинант
- 2007 Just In Case — Carnegie Medal in Literature, победитель
- 2007 Just in Case — LA Times Book Prize, номинант
- 2007 Just in Case — Booktrust Teenage Prize, номинант
- 2007 Just In Case — Costa Book Awards, номинант
- 2008 Just In Case — Deutscher Jugendliteraturpreis, победитель
- 2008 What I Was — Carnegie Medal in Literature, номинант
- 2008 What I Was — Costa Book Awards, номинант
- 2009 What I Was — New Angle Prize, номинант
- 2009 What I Was — Der Luchs des Jahres, победитель
- 2010 The Bride’s Farewell—YALSA Alex Award, победитель
- 2011 The Bride’s Farewell — Carnegie Medal in Literature, номинант